# Al Akhdar Sports Club

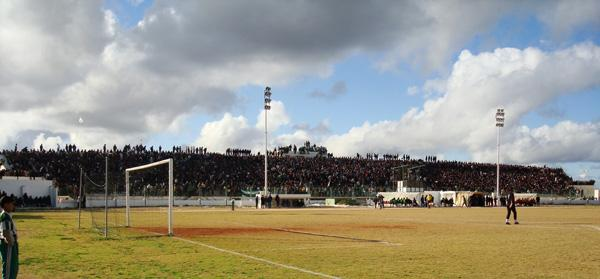
Imagem do Al Bayda Stadium, onde o clube manda seus jogos.

O Al Akhdar Sports Club é um clube de futebol com sede em Baida, Líbia. A equipe compete no Campeonato Líbio de Futebol.

## História
O clube foi fundado em 1958. 